# Colpochila astrolabei
Colpochila astrolabei är en skalbaggsart som beskrevs av Jean Baptiste Boisduval 1835. Colpochila astrolabei ingår i släktet Colpochila och familjen Melolonthidae. Inga underarter finns listade i Catalogue of Life.